# 奥拉夫·彼泽森
奥拉夫·彼泽森（丹麥語：Olaf Pedersen，1884年7月6日—1972年4月6日），生于凱特明訥市鎮，丹麦男子竞技体操运动员。他曾代表丹麦获得1912年夏季奥运会体操比赛男子团体瑞典式银牌。